# تحت القبة (مسلسل)
تحت القبّة (بالإنجليزية: Under the Dome)‏ هو مسلسل خيالٍ علميٍّ ودراما أمريكيّ عُرض لأوّل مرةٍ على شبكة CBS في 24 يونيو، 2013. قام برايان فوغان بتطوير المسلسل، وهو مبنيٌّ على روايةٍ تحمل نفس الاسم للكاتب ستيفن كينغ. عمل كلٌّ من فوغان وكينغ كمُنتجين تنفيذيين للمسلسل إلى جانب نيل بير، وجستن فالفي، وداريل فرانك، وجاك بيندر، وستايسي سنايدر وستيفن سبيلبرغ. عَمل نيل بير كذلك بصفته مسؤولاً عن الإنتاج اليومي للمسلسل، وقام المخرج الدنماركي نيل أردن أوبلف بإنتاج وإخراج الحلقة التجريبيّة منه. تمّ تصنيف المسلسل بتصنيف TV-14 حسب معايير إرشادات الأبوية التلفزيونية.
جدّدت CBS المسلسل لموسمٍ ثانٍ مكوّنٍ من 13 حلقةٍ، وبدء عرضه في 30 مايو، 2014.
جدّدت CBS المسلسل لموسمٍ ثالث وتم عرض أولا حلقتين بتمام تاريخ 25/6/2015

## ملخص
يروي المسلسل قصة سكان بلدةٍ صغيرةٍ تدعى «تشيسترز ميل» في ولاية مين، حيث تعزلهم فجأةً عن بقيّة العالم قبّةٌ غامضةٌ شفّافةٌ، وغير قابلةٍ للاختراق. بدون أيّ إمكانيّة للوصول إلى الإنترنت، وبدون إشاراتٍ للهواتف المحمولة، وباتصالاتٍ لاسلكيّةٍ محدودة، يُحاول السكان المحاصرين بالداخل إيجاد طُرقٍ خاصةٍ بهم للبقاء على قيد الحياة مع تناقص الموارد وتصاعد التوتّر. في الخارج، تُحاول القوات العسكريّة والحكومة ووسائل الإعلام كسر الحاجز، بينما تحاول مجموعةٌ صغيرةٌ من الناس في الداخل معرفة ماهيّة القبّة، من أين جاءت، وما إذا كانت ستزول، ومتى ذلك.

## طاقم التمثيل
أدّى طاقم التمثيل في المسلسل نفس الشخصيات الموجودة في الرواية الأصلية، «على الرغم من أنّ بعضها قد دُمجت مع شخصياتٍ أخرى وبعضها تغيّرت الوظائف التي يقومون بها».

### الشخصيات الرئيسية
- مايك فوغل بدور ديل «باربي» باربرا: جنديٌّ متمرّس في القوات البرية للولايات المتحدة،[12] يُحتجز في تشيسترز ميل بعد زيارته لها لتنفيذ مهمّةٍ تتعلّق بعمله الآخر، يُقيم لاحقاً علاقةً مع جوليا شنوِي.
- راشيل لفيفر بدور جوليا شنوي: صحفيّة تحقيقات، تدخل في علاقةٍ عاطفيّةٍ مع ديل بابري.[12]
- ناتالي مارتينيز بدور ليندا إسكويفل (الموسم 1-2): نائبة شريفٍ طموحةٌ، يُرقّيها بيغ جيم لتعمل كشريفة البلدة بعد وفاة الشريف هوارد بيركنز. تُسحق ليندا بواسطة سيّارة عندما تُصبح القبّة مُمغنطةً.[12]
- بريت روبرتسون بدور أنجي مكاليستر (الموسم 1-2): شقيقة جو الكُبرى التي تحلم دائماً بالخروج من البلدة، تعمل نادلةً في مطعم ومُتطوّعةٌ في مستشفى البلدة. يقتُلها سام فريدروكس.[12]
- ألكسندر كوتش بدور جيمس رينيه «الابن»: الابن الوحيد لبيغ جيم، مضطرب نفسيّاً، يعمل لاحقاً نائب شريف في البلدة.
- دين نوريس بدور جيمس «بيغ جيم» ريني: سياسيٌّ وتاجر سياراتٍ مُستعملة، وهو العضو الوحيد من المجلس المحلّي لتشيسترز ميل الذي يُحتجز تحت القبّة.
- نيكولاس سترونغ بدور فيل بوشي (الموسم 1-2): يعمل دي جي في محطة راديو البلدة، يعمل لاحقاً شريفًا في البلدة.
- كولين فورد بدور جو مكالستر: مراهقٌ ذكيُّ يُحتجز والداه خارج القبّة ليبقى وحيداً مع أخته الكُبرى آنجي.
- جولين بوردي بدور دودي ويفر (دورٌ رئيسيٌّ في الموسم 1، ضيفة شرفٍ في الموسم 2): مهندسة راديو تنجح في الاتصال بخارج القبّة والاستماع لبعض مراسلات الجيش، يقتلها بيغ جيم بعدما علمت بأنه قتل القس ليستر كوغنز.
- عائشة هيندز بدور كارولين هيل (دورٌ رئيسيٌّ في الموسم 1، وثانويٌّ في الموسم 2): محاميةٌ ترفيهية من لوس أنجلوس، ومتزوّجةٌ زوجاً مثليّاً بأليس والدة نوري، وتحتجز معهنّ في البلدة.
- جيف فاهاي بدور هوارد "ديوك" بيركنز، عمدة تشيستر ميل (الموسم 1).
- دين نوريس بدور جيمس "بيج جيم" ريني، عضو مجلس المدينة وتاجر السيارات المستعملة.
- مكنزي لينتز بدور إلينور «نوري» كالفيرت هيل (دور ثانويٌّ في الموسم 1، ورئيسيٌّ في الموسم 2): حبيبة جو، تُحتجز هي ووالدتها أليس وكارولين في البلدة أثناء مرورهنّ بها.
- غريس فيكتوريا كوكس بدور ميلاني كروس (الموسم 2-الآن): واحدةٌ من الأيدي الأربعة الأصليين، كانت قد قُتلت في 1988 لكن أعادتها القبّة إلى الحياة.
- إدي كيهيل بدور سام فريدروكس (الموسم 2-الآن): يعمل كتقنيّ طب الطوارئ، خال جيمس رينيه الابن، وهو يحب العزلة.
- كارلا كروم بدور ريبيكا باين (الموسم 2-الآن): مدرّسة علومٍ في مدرسة جو مكالستر، تقوم بدراسة القبّة منذ أن وُجدت.

### الشخصيات الثانوية
- جون ألفيس بدور بين دريك: صديق جو المُقرّب، يُساعد الأيدي الأربعة في إخفاء القبّة المُصغّرة في منزله.
- ديل راؤول بدور أندريا غرينل: مواطنةٌ من تشيسترز ميل، تنتابها شكوكٌ حول شاحنات البروبان التي تدخل البلدة، وتخبر جوليا بذلك.
- ر. كيث هاريس بدور بيتر شومواي، زوج جوليا (المواسم 1–2)
- ميغان كيتش بدور هاريت أرنولد (حلقتان): صديقة جوليا، تضع مولودها قبل أوانه بعد ملامستها للقبّة.
- جريس فيكتوريا كوكس بدور ميلاني كروس، إحدى الأيدي الأربعة الأصلية التي قُتلت عام 1988؛ أعادته القبة إلى الحياة (المواسم 2-3).[13]

#### الموسم 1
- سامانثا ماثيس بدور الدكتور أليس كالفيرت (7 حلقات): زوجة كارولين ووالدة نوري، توفيت بسبب نوبةٍ قلبيّةٍ جراء نقص الإنسولين.
- بيث برودريك بدور روز تريتشل (5 حلقات): مالكة مطعم سويتبراير روز، تُقتل عندما حاول الأخوين دندي السطو على المطعم.
- ليون ريبي بدور أولي دينسمور (5 حلقات): مزارعٌ في البلدة، على عداوةٍ مع بيغ جيم ويسعى إلى قيادة البلدة، يقتله جيمس رينيه «الابن» بعد أن حاول قتل والده.
- كريستال مارتينيز بدور الممرضة آدمز (5 حلقات).
- جيف فاهاي بدور هوارد «ديوك» بيركنز (حلقتان): رئيس شرطة بلدة تشيسترز ميل، يتورّط مع بيغ جيم والقس ليستر غوكنز في تجارتهم للمخدرات، يُقتل عندما ينفجر جهاز تنظيم دقات القلب بداخله عندما لامس القبّة.
- كايلي بنبري في دور إيفا سنكلير، عالمة أنثروبولوجيا شابة وصلت في ظروف غامضة إلى تشيستر ميل، وأيضًا في دور داون، ابنة إيفا وديل، والملكة الجديدة للقرابة (الموسم 3).

## التطوير والإنتاج
تم الإعلان عن المشروع لأوّل مرّةٍ في نوفمبر 2009، لكنّه العمل لم يبدء إلا بعد عامين عندما تم التعاقد مع فوغان لإعادة كتابة الرواية على شكل مسلسل، على أن يُعرض حين انتهاءه على شبكة شوتايم.

### التصوير
بدء تصوير المسلسل رسميّاً في ساوثبورت وويلمينغتون، كارولاينا الشمالية اللتان تقعان في كارولاينا الشماليّة، في 28 فبراير، 2013. وتمّ تصوير بعض المشاهد الإضافيّة في بورغو في كارولاينا الشماليّة أيضاً.

## الحلقات
| الموسم | الموسم | الحلقات | تاريخ البث الأصلي | تاريخ البث الأصلي | تاريخ إصدار نسخ دي في دي وBlu-ray | تاريخ إصدار نسخ دي في دي وBlu-ray | تاريخ إصدار نسخ دي في دي وBlu-ray |
| الموسم | الموسم | الحلقات | بداية الموسم      | نهاية الموسم      | المنطقة 1                         | المنطقة 2                         | المنطقة 4                         |
| ------ | ------ | ------- | ----------------- | ----------------- | --------------------------------- | --------------------------------- | --------------------------------- |
|        | 1      | 13      | 24 يونيو 2013     | 16 سبتمبر 2013    | 5 نوفمبر 2013                     | 18 نوفمبر 2013                    | 27 نوفمبر 2013                    |
|        | 2      | 13      | 30 يونيو 2014     | 22 سبتمبر 2014    | —                                 | 29 ديسمبر 2014                    | —                                 |

## الاستقبال

### التقديرات
| رقم الحلقة | العنوان                 | العنوان                 | تاريخ البث     | المشاهدون (بالملايين) | التقديرات/المشاركة (البالغون 18–49) | الرتبة لكل أسبوع (البالغون 18–49) |
| رقم الحلقة | بالإنجليزية             | بالعربية                | تاريخ البث     | المشاهدون (بالملايين) | التقديرات/المشاركة (البالغون 18–49) | الرتبة لكل أسبوع (البالغون 18–49) |
| الموسم 1   |                         |                         |                |                       |                                     |                                   |
| ---------- | ----------------------- | ----------------------- | -------------- | --------------------- | ----------------------------------- | --------------------------------- |
| 1.01       | "Pilot"                 | "الحلقة التجريبية"      | 24 يونيو 2013  | 13.53                 | 3.3/9                               | #1                                |
| 1.02       | "The Fire"              | "النار"                 | 1 يوليو 2013   | 11.81                 | 2.9/8                               | #1                                |
| 1.03       | "Manhunt"               | "مطاردة"                | 8 يوليو 2013   | 10.71                 | 2.7/8                               | #2                                |
| 1.04       | "Outbreak"              | "تفشٍّ"                   | 15 يوليو 2013  | 11.13                 | 2.7/8                               | #3                                |
| 1.05       | "Blue on Blue"          | "نيرانٌ صديقةٌ"           | 22 يوليو 2013  | 11.60                 | 2.8/8                               | #2                                |
| 1.06       | "The Endless Thirst"    | "العطش غير المنتهي"     | 29 يوليو 2013  | 11.41                 | 2.8/8                               | #3                                |
| 1.07       | "Imperfect Circles"     | "دوائرٌ ناقصةٌ"           | 5 أغسطس 2013   | 10.42                 | 2.6/7                               | #2                                |
| 1.08       | "Thicker Than Water"    | "أثخن من الماء"         | 12 أغسطس 2013  | 10.36                 | 2.4/7                               | #2                                |
| 1.09       | "The Fourth Hand"       | "اليد الرابعة"          | 19 أغسطس 2013  | 11.64                 | 2.4/7                               | #3                                |
| 1.10       | "Let the Games Begin"   | "لتبدءِ اللعبة"          | 26 أغسطس 2013  | 11.11                 | 2.5/7                               | #2                                |
| 1.11       | "Speak of the Devil"    | "تحدث عن الشيطان، يأتك" | 2 سبتمبر 2013  | 11.15                 | 2.7/8                               | #10                               |
| 1.12       | "Exigent Circumstances" | "ظروفٌ مُلحّةٌ"             | 9 سبتمبر 2013  | 9.72                  | 2.1/6                               | #8                                |
| 1.13       | "Curtains"              | "نهاية"                 | 16 سبتمبر 2013 | 12.10                 | 2.8/8                               | #4                                |
| الموسم 2   |                         |                         |                |                       |                                     |                                   |
| 2.01       | "Heads Will Roll"       | "رؤوسٌ سوف تُلفّ"          | 30 يونيو 2014  | 9.41                  | 2.1/7                               | #2                                |
| 2.02       | "Infestation"           | "اجتياح"                | 7 يوليو 2014   | 7.70                  | 1.7/5                               | #6                                |
| 2.03       | "Force Majeure"         | "قوّةٌ قاهرةٌ"             | 14 يوليو 2014  | 7.64                  | 1.9/6                               | #6                                |
| 2.04       | "Revelation"            | "تجلّي"                  | 21 يوليو 2014  | 6.74                  | 1.5/5                               | #7                                |
| 2.05       | "Reconciliation"        | "مُصالحة"                | 28 يوليو 2014  | 6.57                  | 1.5/5                               | #10                               |
| 2.06       | "In the Dark"           | "في الظلام"             | 4 أغسطس 2014   | 6.83                  | 1.6/5                               | #9                                |
| 2.07       | "Going Home"            | "العودة إلى المنزل      | 11 أغسطس 2014  | 6.90                  | 1.5/5                               | #10                               |
| 2.08       | "Awakening"             | "اليقظة"                | 18 أغسطس 2014  | 7.30                  | 1.5/5                               | #10                               |
| 2.09       | "The Red Door"          | "الباب الأحمر"          | 25 أغسطس 2014  | 6.60                  | 1.4/4                               | #11                               |
| 2.10       | "The Fall"              | "الخريف"                | 1 سبتمبر 2014  | 6.29                  | 1.2/4                               | #23                               |
| 2.11       | "Black Ice"             | "جليدٌ أسودٌ"             | 8 سبتمبر 2014  | 6.62                  | 1.4/4                               | #18                               |
| 2.12       | "Turn"                  | "منعطف"                 | 15 سبتمبر 2014 | 7.04                  | 1.6/5                               |                                   |

### التقييمات الموسمية
| الموسم | وقت العرض (EDT) | عدد الحلقات | العرض الأوّل    | العرض الأوّل           | العرض الأخير   | العرض الأخير          | السنة | 18–49       | إجمالي عدد المشاهدين |
| الموسم | وقت العرض (EDT) | عدد الحلقات | التاريخ        | المشاهدون (بالملايين) | التاريخ        | المشاهدون (بالملايين) | السنة | 18–49       | إجمالي عدد المشاهدين |
| ------ | --------------- | ----------- | -------------- | --------------------- | -------------- | --------------------- | ----- | ----------- | -------------------- |
| 1      | الاثنين 10 مساءً | 13          | 24 يونيو، 2013 | 13.53                 | 16سبتمبر، 2013 | 12.10                 | 2013  | 3.9/11      | 14.85                |
| 2      | الاثنين 10 مساءً | 13          | 30يونيو، 2014  | 9.41                  | 22سبتمبر، 2014 | سيُعلن لاحقاً           | 2014  | سيُعلن لاحقاً | سيُعلن لاحقاً          |

## البث التلفزيوني
أُتيح المسلسل للبث المباشر على أجهزة أمازون للفيديو الفوري بعد أربعة أيامٍ من بثّه على CBS. ساعدت هذه الصفقة مع أمازون على تخفيف تكلفة الإنتاج العاليّة التي قاربت 3 ملايين دولارٍ لكل حلقةٍ. في كندا، عرض المسلسل لأول مرةٍ في 24 يونيو 2013 على Global Television Network. في أستراليا، كان العرض الأول في 25 يونيو 2013 على Network Ten، بعد ساعاتٍ فقط حسب فرق التوقيت عن الولايات المتحدة. أما في المملكة المتحدة، فكان عرض المسلسل الأول في 19 أغسطس 2013 على Channel 5، وفي إيرلندا، فقد عرض المسلسل لأول مرةٍ في 12 سبتمبر 2013 على RTÉ Two.

## وصلات خارجية
- الموقع الرسمي
- تحت القبة على موقع IMDb (الإنجليزية)
- تحت القبة على موقع ميتاكريتيك (الإنجليزية)
- تحت القبة على موقع روتن توميتوز (الإنجليزية)
- تحت القبة على موقع نتفليكس (الإنجليزية)
- تحت القبة على موقع أول موفي (الإنجليزية)
- تحت القبة على موقع فيلمافينيتي (الإسبانية)
- تحت القبة على موقع كينوبويسك (الروسية)
- تحت القبة على موقع ألو سيني (الفرنسية)
- تحت القبة على موقع قاعدة بيانات الفيلم (الإنجليزية)

.
- موقع Hounds of Diana الترويجي.
- حلقات تحت القبّة في موقع ذا فوتون كريتيك.